# نبروه (مركز)
مركز نبروه مركز إداري مصري. يقع في محافظة الدقهلية الواقعة في جمهورية مصر العربية. القاعدة الإدارية للمركز هي مدينة نبروه.

## السكان
بلغ عدد سكان المركز 306,548 نسمة في تقدير يوليو 2024 أغلبهم ريفيون (باستثناء سكان مدينة نبروه 60,455 نسمة)، عدد الرجال منهم 156,655 والنساء 149,893 نسمة.
| السنة  | 2006    | 2017    | 2024    |
| ------ | ------- | ------- | ------- |
| المركز | 213,715 | 282,180 | 306,548 |